# Anomalomyrma
Anomalomyrma – rodzaj mrówki z podrodziny Leptanillinae. Należą do niego trzy gatunki.

## Gatunki
- Anomalomyrma boltoni Borowiec, Schulz, Alpert & Baňař, 2011
- Anomalomyrma helenae Borowiec, Schulz, Alpert & Baňař, 2011
- Anomalomyrma taylori Bolton, 1990